# Платт (Південна Дакота)
Платт (англ. Platte) — місто (англ. city) в США, в окрузі Чарлз-Мікс штату Південна Дакота. Населення — 1296 осіб (2020).

## Географія
Платт розташований за координатами 43°23′13″ пн. ш. 98°50′37″ зх. д. / 43.38694° пн. ш. 98.84361° зх. д. (43.386826, -98.843572).  За даними Бюро перепису населення США в 2010 році місто мало площу 2,64 км², уся площа — суходіл.

### Клімат
| Клімат : Платт        | Клімат : Платт | Клімат : Платт | Клімат : Платт | Клімат : Платт | Клімат : Платт | Клімат : Платт | Клімат : Платт | Клімат : Платт | Клімат : Платт | Клімат : Платт | Клімат : Платт | Клімат : Платт | Клімат : Платт |
| Показник              | Січ.           | Лют.           | Бер.           | Квіт.          | Трав.          | Черв.          | Лип.           | Серп.          | Вер.           | Жовт.          | Лист.          | Груд.          | Рік            |
| Середній максимум, °C | −0,6           | 1,7            | 7,8            | 15,6           | 22,2           | 27,2           | 31,7           | 30,6           | 25,6           | 18,3           | 8,3            | 1,1            | 15,6           |
| Середній мінімум, °C  | −13,3          | −11,1          | −5,6           | 1,7            | 7,2            | 13,3           | 16,1           | 15,0           | 9,4            | 2,8            | −4,4           | −10,6          | 1,7            |
| Норма опадів, мм      | 13             | 15             | 33             | 64             | 84             | 97             | 69             | 64             | 48             | 38             | 20             | 13             | 554            |
| --------------------- | -------------- | -------------- | -------------- | -------------- | -------------- | -------------- | -------------- | -------------- | -------------- | -------------- | -------------- | -------------- | -------------- |
| Джерело: Weatherbase  |                |                |                |                |                |                |                |                |                |                |                |                |                |

## Демографія
Згідно з переписом 2010 року, у місті мешкало 1230 осіб у 548 домогосподарствах у складі 337 родин. Густота населення становила 465 осіб/км².  Було 625 помешкань (236/км²).
Расовий склад населення:
| - 98,5 % — білих - 0,6 % — корінних американців |

До двох чи більше рас належало 0,9 %. Частка іспаномовних становила 0,1 % від усіх жителів.
За віковим діапазоном населення розподілялося таким чином: 20,4 % — особи молодші 18 років, 51,2 % — особи у віці 18—64 років, 28,4 % — особи у віці 65 років та старші. Медіана віку мешканця становила 48,6 року. На 100 осіб жіночої статі у місті припадало 93,7 чоловіків;  на 100 жінок у віці від 18 років та старших — 93,9 чоловіків також старших 18 років.
Середній дохід на одне домашнє господарство  становив 58 278 доларів США (медіана — 49 500), а середній дохід на одну сім'ю — 76 336 доларів (медіана — 66 250). Медіана доходів становила 42 115 доларів для чоловіків та 23 051 долар для жінок. За межею бідності перебувало 6,1 % осіб, у тому числі 0,3 % дітей у віці до 18 років та 14,2 % осіб у віці 65 років та старших.
Цивільне працевлаштоване населення становило 847 осіб. Основні галузі зайнятості: освіта, охорона здоров'я та соціальна допомога — 24,7 %, роздрібна торгівля — 15,3 %, науковці, спеціалісти, менеджери — 7,4 %, будівництво — 7,2 %.